# استئصال معدي
الاستئصال المعدي (بالإنجليزية: gastrectomy)‏ هو الإزالة الجراحية الجزئية أو الكاملة للمعدة. أول استئصال معدي ناجح أدّاه ثيودور بيلروث في 1881 لسرطان المعدة. عمليات الاستئصال المعدي تؤدّي لمعالجة السرطان، والحالات الحادّة من مرض القرحة المعوية، وثقوب حائط المعدة. هذا الإجراء أصبح أقل شيوعاً بعدما أصبح مرض القرحة المعوية يعالج الآن بالمضادات الحيوية مثل بوّابات معدة هيليكوباكتر (Helicobacter pylori) في أغلب الأحيان أو بواسطة التنظير.
في قرحة الإثني عشري الحادّة قد يكون إزالة الجزء الأوطأ للمعدة الذي يسمى بوّابة المعدة والجزء الأعلى للمعي الدقيق الذي يسمى الإثنى عشري أمر ضروري. إذا كان هناك جزء كافياً بقى من الإثنى عشري الأعلى، تجرى عملية بيلروث الأولى، حيث يعاد ربط الجزء الباقي للمعدة مع الإثنى عشري قبل القناة الصفراء وقناة البنكرياس. إذا لم يتم التمكن من إعادة ربط المعدة مع الإثنى عشري، تؤدى عملية بيلروث الثّانية، حيث يغلق الجزء الباقي من الإثنى عشري أغلق، وتقطع فتحة في القسم القادم للمعي الدقيق jejunum، ويعاد ربط المعدة بهذه الفتحة. بينما تستعمل بوّابة المعدة لطحن الغذاء وإصدار الغذاء ببطئ إلى المعي الدقيق، إزالة بوّابة المعدة يمكن أن يسبّب بتحرك الغذاء إلى المعي الدقيق يصورة أسرع من الوضع الطبيعي، مما يؤدّي إلى الإفراغ المعوي السريع (gastric dumping syndrome).
كان الاستئصال المعدي لمرض القرحة المعوية في الماضي مصحوباً في أغلب الأحيان باستئصال العصب التائه، حيث يقطع العصب التائه لتخفيض الإنتاج الحامضي في المعدة. في الوقت الحاضر، هذه المشكلة تدار مع مانعي ضخّ البروتون (proton pump inhibitors).

## رسوم توضيحية

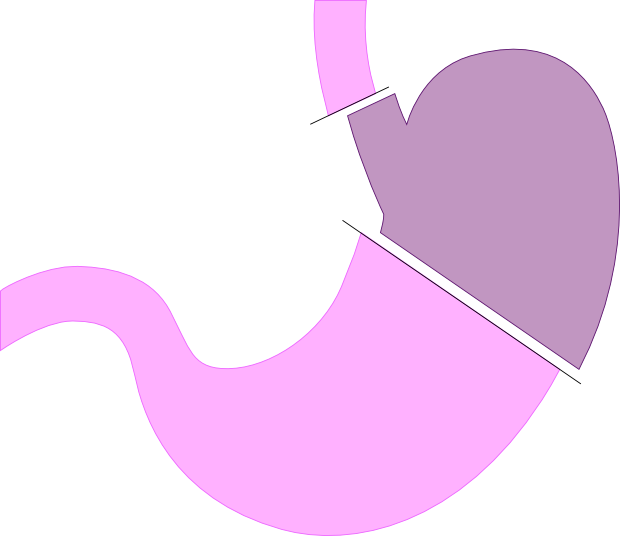
الاستئصال المعدي الأدنى
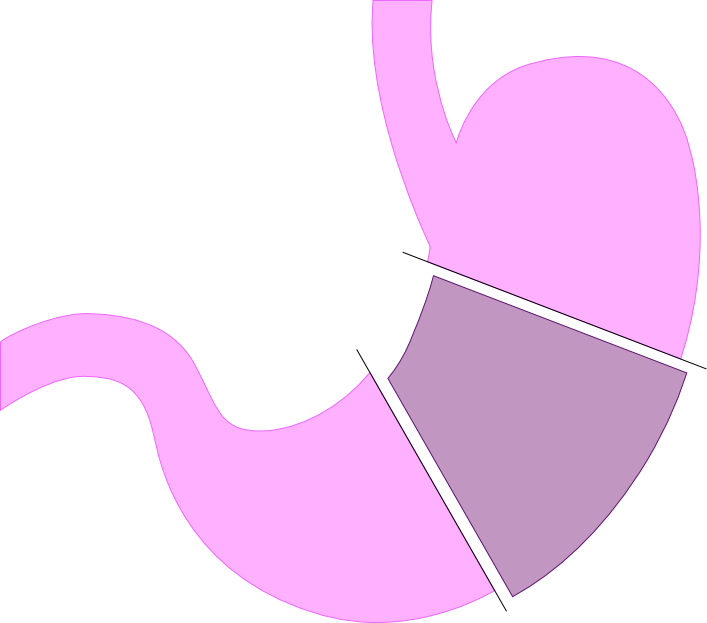
الاستئصال المعدي الكمي
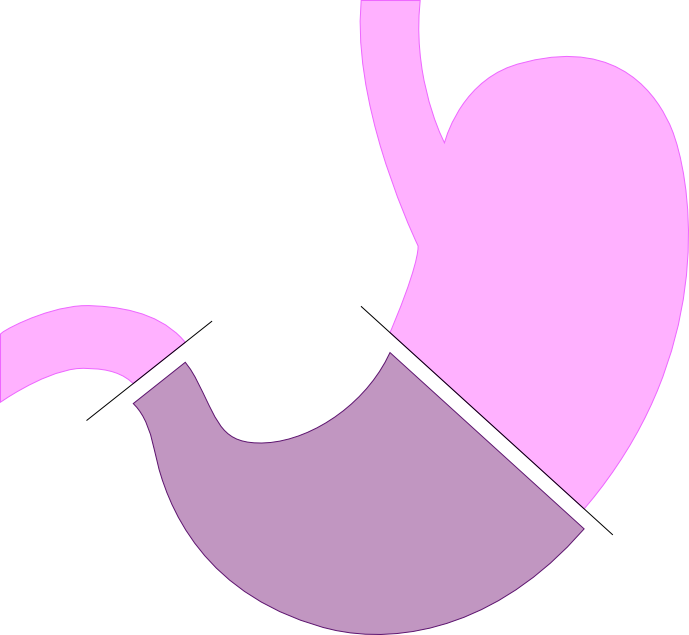
الاستئصال المعدي الأعلى
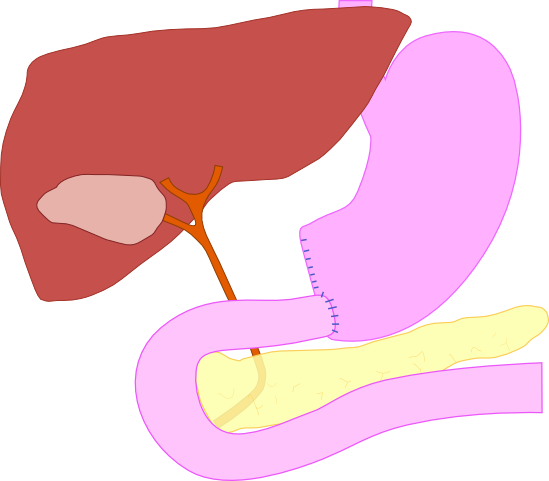
الاستئصال المعدي الكامل بطريقة بيلروث الأولى
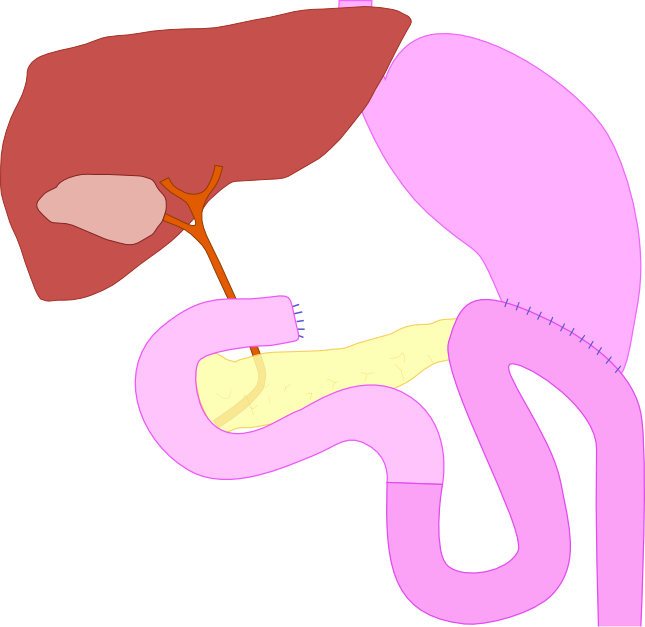
الاستئصال المعدي الكامل بطريقة بيلروث الثانية